# Anisopappus burundiensis
Anisopappus burundiensis là một loài thực vật có hoa trong họ Cúc. Loài này được Lisowski mô tả khoa học đầu tiên năm 1988.